# Cyclosorus ovatus
Cyclosorus ovatus är en kärrbräkenväxtart som först beskrevs av R. St. John, och fick sitt nu gällande namn av Mazumdar och Mukhop. Cyclosorus ovatus ingår i släktet Cyclosorus och familjen Thelypteridaceae. Utöver nominatformen finns också underarten C. o. lindheimeri.